# سیارک ۱۰۵۸۸
سیارک ۱۰۵۸۸ (به انگلیسی: 10588 Adamcrandall، نامگذاری:1996OE) ده هزار و پانصد و هشتاد و هشتمین سیارک کشف شده‌است که در ۱۸ ژوئیه ۱۹۹۶ کشف شد.
قدر مطلق سیارک برابر ۱۶٫۰۰ است.